# Mrahori Saddle
Der Mhrahori Saddle (englisch; bulgarisch седловина Мрахори sedlowina Mrachori) ist ein vereister und 1350 m hoher Bergsattel an der Nordenskjöld-Küste des Grahamlands auf der Antarktischen Halbinsel. Er liegt 1,9 km nördlich des Mount Moriya, 21,18 km östlich des Mount Quandary und 14,2 km südwestlich des Tillberg Peak zwischen dem Kyustendil Ridge im Norden und den Lovech Heights im Süden und bildet einen Teil der Wasserscheide zwischen dem Rogosch- und dem Slokutschene-Gletscher.
Britische Wissenschaftler kartierten ihn 1978. Die bulgarische Kommission für Antarktische Geographische Namen benannte ihn 2012 nach der Ortschaft Mrachori im Norden Bulgariens.